# Śniadanie angielskie

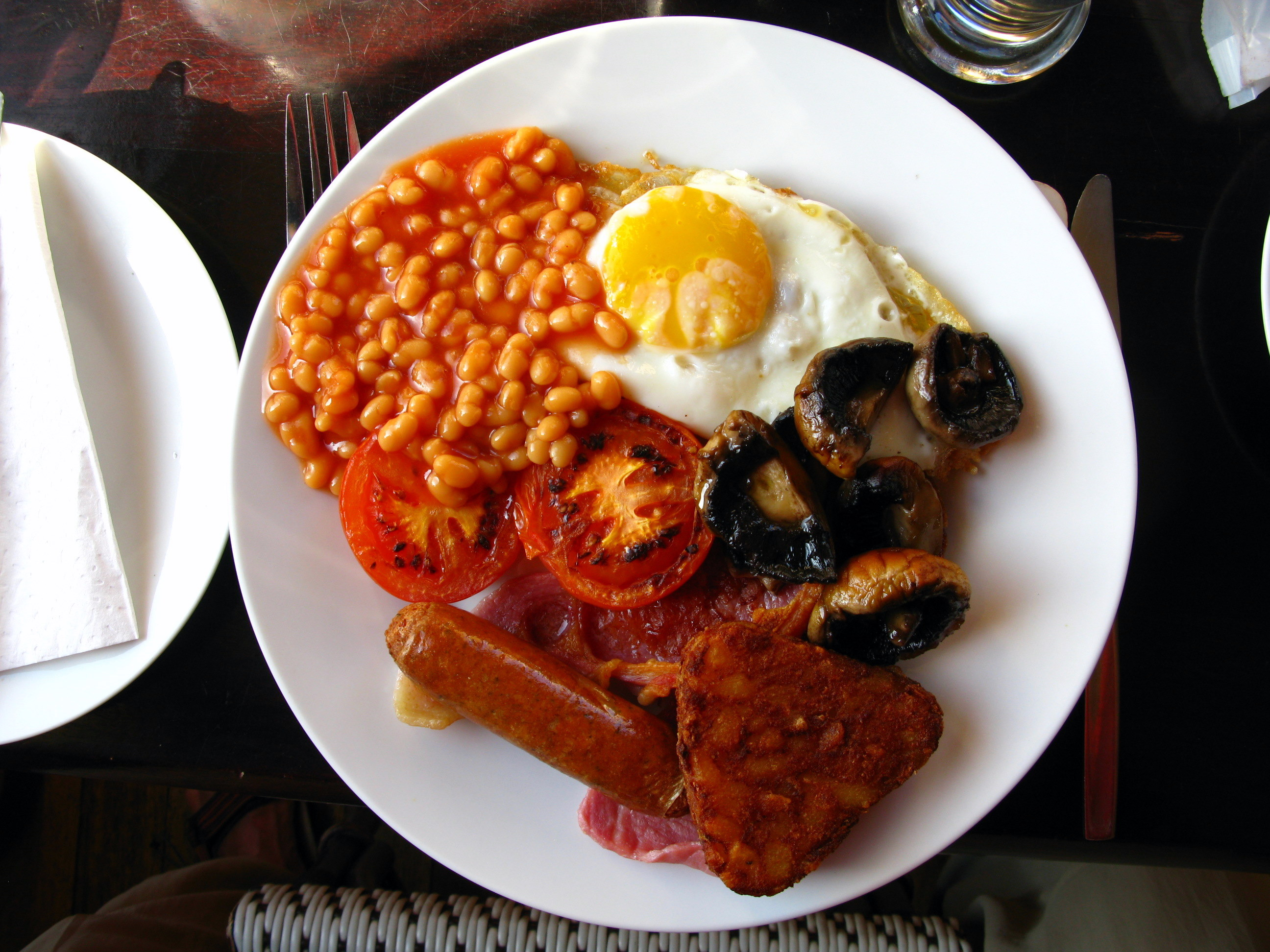
Tradycyjne śniadanie angielskie z jajkiem sadzonym, bekonem, kiełbaską, grzybami, pomidorami, fasolką i hash brown

Śniadanie angielskie (ang. full English breakfast, cooked breakfast lub fry-up) – tradycyjny posiłek (śniadanie) serwowany na ciepło w krajach Wysp Brytyjskich. Nie ma jednego obowiązującego składu angielskiego śniadania, do najczęstszych składników należą: kiełbasa smażona, fasolka w sosie pomidorowym, smażone plastry bekonu i jajko smażone. Istnieje szereg wariantów lokalnych. Niegdyś codzienny w angielskich domach, w XXI w. jest w ofercie hoteli, pensjonatów, B&B, pubów. W gastronomii bywa podawany cały dzień i wtedy nosi nazwę all day breakfast.

## Historia
Jeszcze przed XV wiekiem większość ludzi zamieszkująca Wielką Brytanię jadła dwa posiłki dziennie – śniadanie i obiadokolację (dinner). Na śniadanie spożywano zwykle chleb z serem lub smalcem powstałym przy pieczeniu mięsa, tzw. dripping.
Uczynienie śniadania narodowym angielskim posiłkiem przypisuje się XV-wiecznej szlachcie angielskiej (gentry). Szlacheckie dworki były ważnym miejscem dla lokalnej społeczności; szczególnie celebrowano śniadania przed polowaniem i były one ważnym wydarzeniem społecznym. Śniadania wydawane przez szlachtę skupiały rodziny, krewnych i przyjaciół domu. Była to również okazja „postawienia się” i zaimponowania innym, zwłaszcza lokalnymi produktami. Z potraw podówczas serwowanych wymienia się m.in. steki halibuta, nadziewane figi, gołębie, cynaderki na grzance, wieprzowe policzki, kiełbasy, kaszanki przygotowywane w lokalny sposób.
Za czasów królowej Wiktorii (XIX wiek) szlachta zaczęła zanikać, a nowe klasy wyższe stanowili kupcy, przemysłowcy i ludzie interesu. Nie odrzucili oni zwyczajów wprowadzonych przez szlachtę, ale adoptowali tradycję, w tym śniadania jako wydarzenia dotyczące życia społecznego i towarzyskiego. Wprowadzono tradycyjne składniki i dbano o jakość przygotowania posiłków.
Jeszcze przed I wojną światową angielskie śniadanie zaczynało się pojawiać w hotelach, bed and breakfast, pociągach i podczas zebrań. Wtedy też ukształtował się standard serwowanych potraw: bekon, jajka, kiełbasa, black pudding, grillowany pomidor, fasolka w sosie pomidorowym, do tego marmalade – dżem pomarańczowy, kawa i sok pomarańczowy. Śniadanie w tej postaci było powszechnie spożywane przez klasę średnią i postrzegane jako posiłek rodzinny. Uważano, że obfite śniadanie daje energię na cały dzień pracy. William Somerset Maugham, angielski pisarz epoki twierdził, że „aby jeść dobrze w Anglii, śniadanie powinno się jeść trzy razy dziennie”.
W latach 50. XX w. śniadanie angielskie spożywane było mniej więcej przez połowę populacji Wielkiej Brytanii. Serwowano je w jadłodajniach blisko portów, i w dzielnicach przemysłowych, często blisko fabryk. Zwyczaj ten zanikł wraz z przemianami w społeczeństwie brytyjskim i osłabieniem przemysłu.

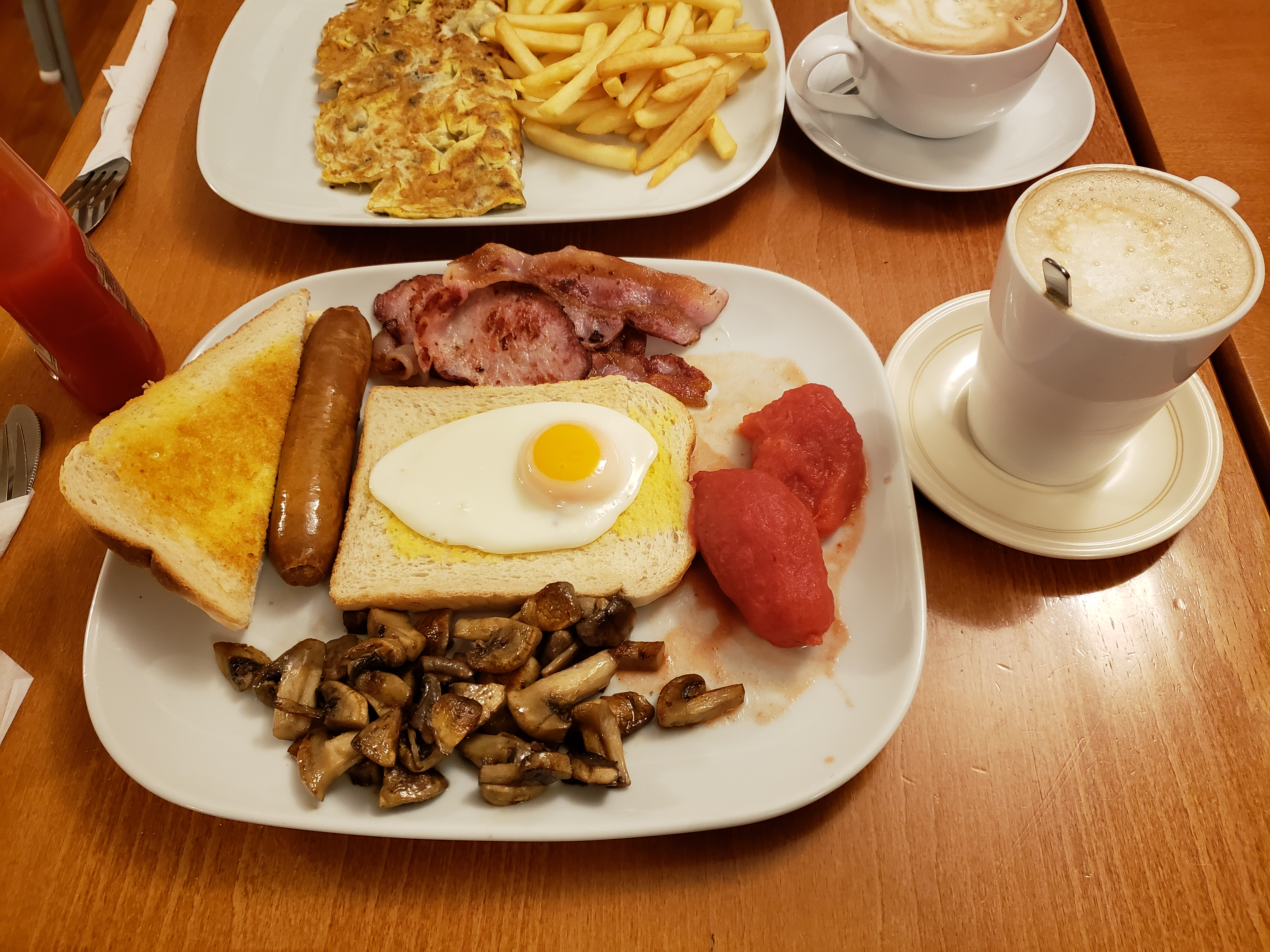
All day breakfast, podawane o różnych porach dnia

## Skład śniadania
Tradycyjne śniadanie angielskie składa się z co najmniej kilku składników smażonych na głębokim tłuszczu lub pieczonych w piekarniku:
- jajek (smażonych, jajecznicy lub w koszulkach),
- plastrów bekonu,
- kiełbas wieprzowych,
- krojonej w plastry kiełbasy white pudding lub black pudding,
- pomidorów,
- pieczarek[5],
- fasolki w sosie pomidorowym(inne języki) (baked beans).

Dodatkowo podaje się:
- kawę lub herbatę,
- tosty z masłem i dżemem lub smażony chleb[4],

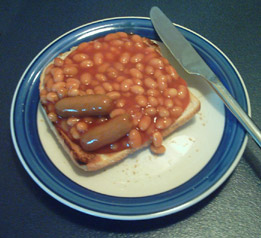
Najprostsze śniadanie na wzór brytyjskiego – beans on toast

- hash browns,
- keczup i brown sauce,
- sok pomarańczowy.

## Warianty lokalne
Brytyjskie śniadanie różni się w zależności od części kraju, stosowane są inne składniki i przyrządza się je inaczej. W wariancie północnoirlandzkim, zwanym Ulster fry oprócz boczku i kiełbasy podaje się white pudding, irlandzki chleb sodowy lub ciasto ziemniaczane. W wariancie szkockim dodaje się plaster haggis i black pudding. Mięsne składniki śniadania są zazwyczaj lokalnej produkcji i przygotowane według lokalnej receptury. Oprócz renomowanych kiełbas z Lincolnshire i Cumberland używa się również wyrobów ściśle lokalnych. W wariancie walijskim występują prawie wyłącznie walijskie produkty, a black pudding, uważany za potrawę północną zastępuje się np. wędzonym pstrągiem i podaje z jajkami w koszulkach (poached eggs). Unika się również używania terminu English breakfast.
Podobne do śniadania angielskiego jest śniadanie irlandzkie (full Irish breakfast). Istnieją odmienne opinie na temat różnic między nimi. Według niektórych – w skład śniadania irlandzkiego niemal zawsze wchodzi black pudding i/lub white pudding, podczas gdy w angielskim są one opcjonalne; natomiast w irlandzkim rzadziej pojawia się fasolka w sosie pomidorowym czy produkty ziemniaczane.
Istnieją również warianty śniadania zawierające produkty bardziej tradycyjne, jak np. sztukę mięsa wieprzowego lub szpik kostny.

## Zdrowie
Przeciętna wartość kaloryczna śniadania to 850 kalorii. Posiłek obfituje w tłuszcze i sól. Ich redukcja możliwa jest m.in. poprzez zmniejszenie porcji składników mięsnych (kiełbas, bekonu), jak i zastąpienie smażenia innymi metodami obróbki żywności (w szczególności grillowaniem; w przypadku jajek – gotowaniem w koszulkach).